# Быховская, Мариам Александровна
Мариа́м Алекса́ндровна Быхо́вская (27 мая 1925 — 27 сентября 2011) — советская художница, деятель кинематографа, автор декораций и костюмов ко многим известным фильмам («Тихий Дон», «Три тополя на Плющихе», «Судьба резидента», «Семнадцать мгновений весны» и других). 

## Биография
Дочь художника Александра Быховского. 
В 1950 году окончила Московское художественно-промышленное училище. После получения диплома работала стажёром в Большом театре, делала эскизы для новых постановок. Через год была включена в штат киностудии имени Горького.
Начинала как ассистент художника по костюмам (фильмы «Судьба барабанщика», «В добрый час!»).
Лента Сергея Герасимова «Тихий Дон» стала первой картиной, в котором Быховская участвовала уже в качестве художника по костюмам.
В 2005 году она подарила отделу личных коллекций Государственного музея изобразительных искусств имени Пушкина более тридцати работ своего отца.
Урна с прахом захоронена в колумбарии Донского кладбища.

## Фильмография
| Год  |   | Название                   | Примечание                      |
| ---- | - | -------------------------- | ------------------------------- |
| 1955 | ф | Судьба барабанщика         | Ассистент художника по костюмам |
| 1956 | ф | В добрый час!              | Ассистент художника по костюмам |
| 1958 | ф | Тихий Дон                  | Художник по костюмам            |
| 1962 | ф | Люди и звери               | Художник по костюмам            |
| 1964 | ф | Товарищ Арсений            | Художник по костюмам            |
| 1967 | ф | Журналист                  | Художник по костюмам            |
| 1967 | ф | Три тополя на Плющихе      | Художник по костюмам            |
| 1968 | ф | Деревенский детектив       | Художник по костюмам            |
| 1970 | ф | Судьба резидента           | Художник по костюмам            |
| 1973 | ф | Семнадцать мгновений весны | Художник по костюмам            |
| 1973 | ф | Большая перемена           | Художник по костюмам            |
| 1975 | ф | Пропавшая экспедиция       | Художник по костюмам            |
| 1977 | ф | Риск — благородное дело    | Художник по костюмам            |
| 1978 | ф | Кузнечик                   | Художник по костюмам            |
| 1979 | ф | Тут... недалеко            | Художник по костюмам            |
| 1981 | ф | Карнавал                   | Художник по костюмам            |
| 1981 | ф | Мы, нижеподписавшиеся      | Художник по костюмам            |